# Castillo de Takatori
El castillo de Takatori (高取城 Takatori-jō?) fue una fortificación japonesa del siglo XIV en la ciudad de Takatori (prefectura de Nara). Designado un Lugar Histórico Nacional, fue en su momento de apogeo la fortaleza de montaña más grande del país, y es considerada una de las tres más importantes de este tipo junto al castillo Bitchū Matsuyama e Iwamura.

## Historia
Ochi Kunizumi construyó el castillo original en el lugar en 1332, como un soporte para la fortaleza Kaibukiyama, la principal del clan. Los Ochi controlaron el castillo hasta mediados del siglo XVI. Estos participaron en varias sublevaciones y fue una defensa importante para los dominios de la familia. Takatori fue abandonado por orden de Oda Nobunaga en 1580 cuando designó la fortaleza Kōriyama como el principal de la región. Después de la muerte de Nobunaga, Tsutsui Junkei comenzó a reconstruir el castillo como parte de su red defensiva en 1584, pero este murió poco después y su heredero Sadatsugu fue trasladado a Iga. Toyotomi Hidenaga se convirtió en señor de Kōriyama, y por lo tanto también de Takatori. A Honda Toshihisa se le asignó la defensa de esta fortaleza y rediseñó las estructuras cuyas ruinas se pueden encontrar en la actualidad. Los Honda gobernaron la zona hasta 1640, cuando Uemura Iemasa se convirtió en el nuevo señor. El clan Uemura continuó dirigiendo el área hasta la Restauración Meiji.

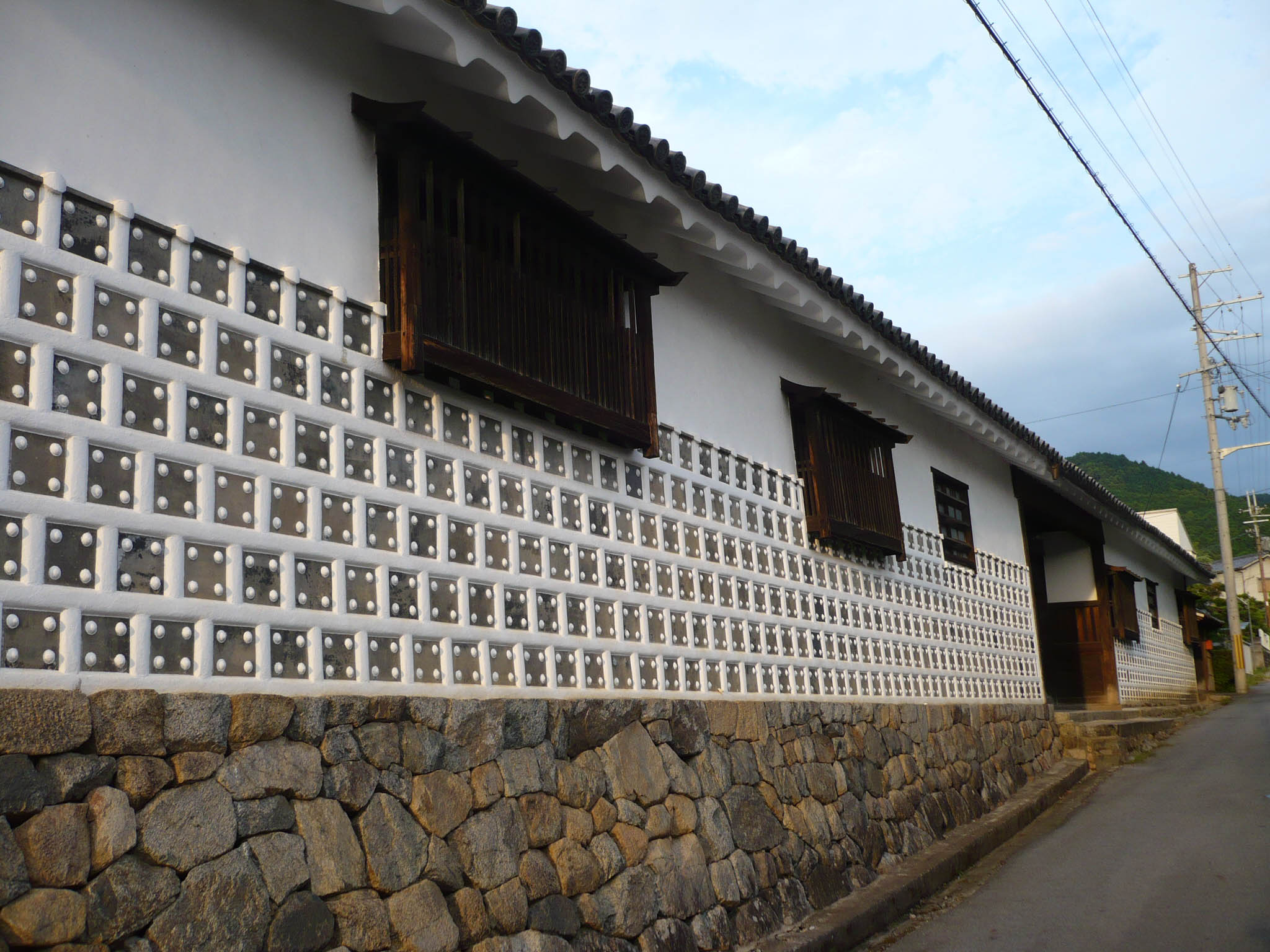
Una residencia antigua en Shimoyashiki.

Conforme avanzada el período Edo y aumentaba la paz en el país, los señores Uemura trasladaron su residencia desde la cima de la montaña hasta la ciudad-castillo en su falda, en la zona conocida como Shimoyashiki. Durante gran parte de la época, la residencia del señor feudal era «más baja» que sus criados, que vivían más arriba en el monte. Alrededor del antiguo Shimoyashiki, queda una parte de un muro de arcilla, así como puertas de la era Edo. La entrada al hogar de los Uemura también se conserva en Shimoyashiki, donde sus descendientes todavía residen.

## Características

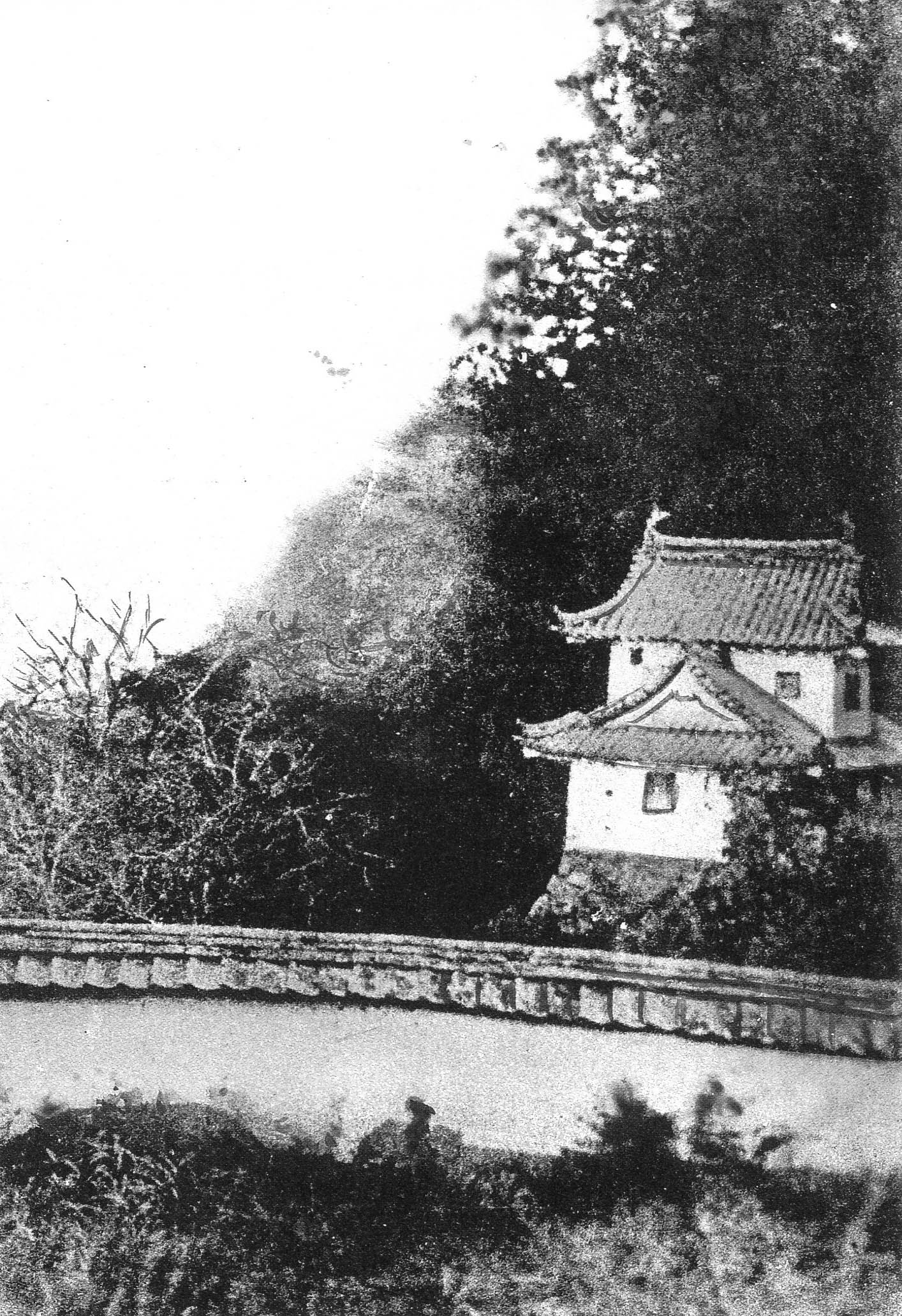
Imagen del aspecto original de una de las torres del castillo.

El castillo de Takatori se encuentra en la cima de un monte del mismo nombre, a 390 m de altura y 584 m sobre el nivel del mar. En su cénit llegó a contar con 27 torres (yagura), 33 puertas y más de tres kilómetros de muros de piedra, que formaban un laberinto a lo largo de la montaña. Entre los diferentes recintos del castillo había diferentes pozos para el suministro de agua, así como un foso. En la actualidad solo se conservan las ruinas de la mampostería, cubierta de musgo y follaje.